# Schwarzer Engel
Schwarzer Engel est un groupe allemand de heavy metal et de dark Metal fondé en 2007 par le musicien et chanteur allemand Dave Jason.

## Historique
Dave Jason fonde Schwarzer Engel en 2007. Selon ses propres déclarations, l'idée lui est venue après avoir vu dans une rêve un « ange surdimensionné et menaçant survolant une sorte de champ de bataille désert ». Conçu comme un projet solo dès le début, Jason intègre les membres de session Jens Lindmaier (guitare) et Bert Oeler (basse) dans le groupe pour des performances en concert.
En février 2010, il signe un contrat avec Trisol Music Group et enregistre son premier album Apocalypse. Le mastering est réalisé par Eroc (ex-Grobschnitt), l'album est produit par Jan Vacik. Parmi les invités, le claviériste Taste (Diary of Dreams) et le violoncelliste Timon Birkhofer (Liv Kristine, In Strict Confidence). L'album sort le 30 avril 2010. Le groupe est élu nouveau venu du mois dans le numéro de mai du magazine Orkus. À la fin de l'année, Schwarzer Engel tourne avec Ahab et The Vision Bleak. L'EP Geister und Dämonen sort au début de la tournée.
Fin 2010, un nouvel album est annoncé sur la page Myspace officielle du groupe. Le titre de ce deuxième album studio, sorti dans le monde entier en avril 2011, est Dreams of a Night, après quoi Alexander Kaschte, leader et chanteur de Samsas Traum, chante en invité sur le titre Fever im Blut. En novembre 2011, le premier clip du groupe pour le titre Queen of the Night est publié sur la plateforme vidéo YouTube.
En 2011/2012, le groupe se produit au Wave-Gotik-Treffen à Leipzig, au Festival Hexentanz, au Castle Rock und Burgfolk Festival (de) à Mülheim an der Ruhr et au Darkstorm Festival.
En mars 2013, Schwarzer Engel signe un nouveau contrat d'enregistrement avec le label de métal Massacre Records. Dans le même temps, la sortie de l'EP Black Sun pour mai 2013 et du troisième album In Brennenden Himmeln pour juillet 2013 sont annoncés. En mai 2013, le clip Black Sun célèbre sa première mondiale sur Orkus! -TV, qui est diffusée via l'émetteur iM1. Peu de temps après, la vidéo apparait sur la chaîne YouTube officielle du groupe et est également incluse dans les programmes de chaînes de télévision en ligne telles que Tape.tv (de).
Sur l'EP Schwarze Sonne et l'album In brennenden Himmeln, des invités bien connus apparaissent tels que la chanteuse d'opéra Johanna von Orleans (E nomine), le batteur Stefan Dittrich (ex- Mystic Prophecy (de)) et le claviériste El Friede (Oomph!).

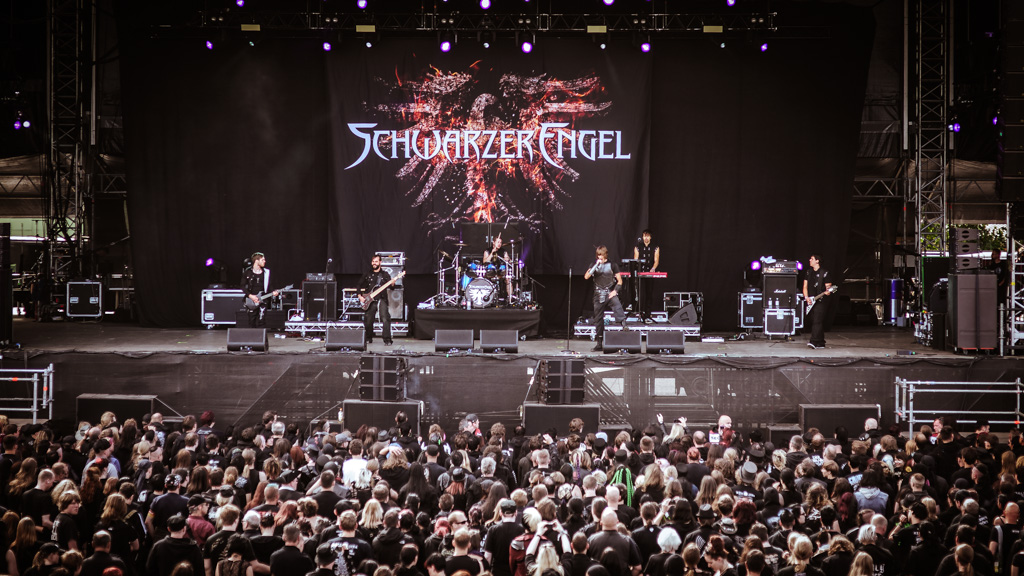
Scwarzer Engel au Mera Luna Festival le 11 août 2013

Dans le cadre de la sortie de l'album, le groupe se produit au Festival M'era Luna et au Rockharz Open Air. Après une apparition conjointe avec ASP en octobre 2013, le groupe part en tournée en Allemagne avec Eisregen et Debauchery en novembre et décembre de la même année.
Fin 2014, la sortie de Imperium en deux parties est annoncée. La première partie d'Imperium I - In the Realm of the Gods sort dans le monde entier le 24 mars via Massacre Records Avril 2015. Lors du festival été 2015, le groupe se produit à nouveau dans divers festivals comme Festival M'era Luna et accompagne Oomph! en tant qu'invité spécial de leur tournée XXV.
En mars 2016, Schwarzer Engel revient chez Trisol Music Group et signe un nouveau contrat d'enregistrement. Peu de temps après, en mai, le groupe se produit pour la deuxième fois sur la scène du festival de Leipzig Wave-Gotik-Treffen, qui bat son record d'audience avec 23 000 visiteurs. En même temps, l'EP Götterfunken, limité à 1 000 exemplaires, sort, visant à donner un premier aperçu de la deuxième partie de Imperium Titania, annoncée le 29 juillet 2016. Dans le numéro de juillet du magazine Orkus, l'album est élu « Album du mois ». À l'automne 2016, le groupe termine une tournée en tête d'affiche dans toute l'Allemagne pour promouvoir l'album. En 2017, le groupe joue au Festival M'era Luna. Dans une interview pour le magazine Orkus, Jason déclare qu'il n'a aucun projet de sortie d'album pour 2017, .
En décembre 2017, le groupe sort l'EP Sinnflut, premier single de l'album Kult der Krähe. Après la sortie des autres single Unheil et Gott ist im Regen, l'album sort dans le monde entier sur le label Massacre Records en février 2018. Dans le même temps, le groupe annonce, en plus de diverses apparitions au festival, une tournée de promotion de l'album. Le clip vidéo Crows to Power sorti en même temps que l'album. Le 10 juin 2019, le groupe se produit à nouveau au Wave-Gotik-Treffen.
L'album Sieben, initialement prévu pour octobre 2020, et la tournée promotionnelle associée sont reportés à la mi-2020 en raison des restrictions Covid-19. En octobre 2020, sort un EP avec Kreuziget Mich, ainsi qu'un nouveau clip vidéo pour la chanson titre. Début 2021, le prochain single Paradies sort à nouveau avec un clip vidéo.

## Musique et paroles
Le style de musique renvoie au métal et à la Schwarze Szene. Selon ses propres informations, Schwarzer Engel joue une forme moderne de Dark metal, avec des emprunts à la Neue Deutsche Härte et au metal gothique,. Les influences vont du death metal mélodique au metal symphonique en passant par la musique classique, que l'on retrouve entre autres dans les passages orchestraux. Jason mentionne Cradle of Filth et Dimmu Borgir comme influences, entre autres, ainsi que des groupes comme Rammstein et ASP. Le métal gothique original ne jouerait aucun rôle et on s'y réfère comme terme global,.
Les textes traitent de sujets de société de façon critique, ainsi que de légendes et de phénomènes naturels. Sur le premier album, le thème de la fin du monde sert de fil conducteur. Les thèmes religieux et métaphysiques jouent également un rôle dans les albums suivants.

## Membres

### Membre fondateur
- Dave Jason : chant, guitare, synthétiseurs, batterie

### Membres additionnels
- Vincent Hübsch : guitare
- Timo Joos : guitare
- Bert Oeler : basse
- Ben Heil : batterie
- Marcel Woitowicz : batterie
- Stefan Dittrich : batterie

## Discographie

### Albums
- 2010 : Apokalypse (CD; Trisol Music Group)
- 2011 : Träume einer Nacht (CD; Trisol Music Group)
- 2013 : In brennenden Himmeln (CD; Massacre Records / Soulfood)
- 2015 : Imperium I – Im Reich der Götter (CD; Massacre Records / Soulfood)
- 2016 : Imperium II – Titania (CD/LP; Trisol Music Group)
- 2018 : Kult der Krähe (CD/LP; Massacre Records / Soulfood)
- 2022 : Sieben (CD; Massacre Records / Soulfood)
- 2024 : Höhere Gewalt (CD; Krähenzeit Records)

### EP
- 2010 : Geister und Dämonen (CD; Trisol Music Group)
- 2013 : Schwarze Sonne (CD; Massacre Records / Soulfood)
- 2016 : Götterfunken (CD; darkTunes Music Group)
- 2017 : Sinnflut (CD; Massacre Records / Soulfood)
- 2020 : Kreuziget mich (CD, Massacre Records / Soulfood)

### Singles
- 2013 : Psych-Path (2xMP3 ; Massacre Records)
- 2018 : Unheil (MP3 ; Massacre Records)
- 2018 : Gott ist im Regen (MP3 ; Massacre Records)
- 2021 : Paradies (MP3 ; Massacre Records)
- 2021 : Ewig Leben (MP3 ; Massacre Records)
- 2024 : 100 Jahre
- 2024 : Krähenbruder
- 2024 : Einer gegen alle

## Vidéos musicales
- 2011 : Königin der Nacht (Production Bloody Orange)
- 2013 : Schwarze Sonne avec Johanna von Orleans (Produzent: Bloody Orange)
- 2016 : Ritt der Toten (Production : Bloody Orange)
- 2018 : Krähen an die Macht (Production : Bloody Orange)
- 2020 : Kreuziget mich (Production : Bloody Orange)
- 2021 : Paradies (vidéo & édition: Brenner Images, Production : Bloody Orange)
- 2021 : Endzeit (vidéo & édition : Brenner Images)
- 2024 : 100 Jahre (vidéo : Bloody Orange, postproduction : Brenner Images)
- 2024 : Krähenbruder (Production : Morbid Film Studios)
- 2024 : Einer gegen Alle (Production : Morbid Film Studios)